# منتدى أميركا والعالم الإسلامي
منتدى أمريكا والعالم الإسلامي (بالإنجليزية: U.S.-Islamic World Forum)‏ هو مؤتمر سنوي يقام في مدينة الدوحة بدولة قطر. يناقش المشاركون فيه سبل توطيد الحوار بين العالم الإسلامي والولايات المتحدة ومناقشة القضايا والخلافات العالقة بينهم. ويُشارك فيه نخبة مُتميّزة من خيرة العناصر والخبرات والعقول في العالم من السياسيين والمسؤولين والأكاديميين وقادة الرأي ورجال الدين ورجال الأعمال والثقافة والإعلاميين البارزين من الولايات المُتحدة ومن كافة بقاع العالم الإسلامي (من السنغال إلى أندونيسيا).